# Фокусник (фільм)
«Фокусник» — радянський чорно-білий художній фільм режисера Петра Тодоровського, знятий в 1967 році на Експериментальній творчій кіностудії (Москва). Перший фільм цієї студії.

## Сюжет
Головний герой фільму Віктор Михайлович Кукушкін (Зиновій Гердт) — літній фокусник і ляльковод, людина сором'язлива і добра, який помічає те, що поспішаюча людина рідко помітить. Через брак виступів він змушений підробляти на «квартирниках». Одного разу Кукушкін зустрічає молоду красуню Олену і закохується в неї. Разом вони влаштовують «щось на зразок весілля», але молодій дружині потрібні лише важливі зв'язки, і вона виганяє фокусника. Зовсім зневірений Кукушкін виступає у дворі і роздає апельсини дітям. Тепер він розуміє, що найбільший фокус — віддавати людям все краще, що у тебе є.

## У ролях
- Зиновій Гердт —  Віктор Михайлович Кукушкін, ілюзіоніст
- Алла Ларіонова —  Олена Іванівна
- Євген Леонов —  Степан Миколайович Россомахін, начальник Кукушкіна
- Ольга Гобзєва —  Ліля, дочка Кукушкіна
- Леонід Дьячков —  Павло, слідчий
- Володимир Басов —  естрадний артист-сатирик
- Світлана Харитонова —  Саша, дружина Діми
- Едуард Аберт —  Діма, жонглер
- Олег Герасимов —  епізод
- Валентина Титова —  Даша, редактор
- Костянтин Зайцев —  епізод
- Інесса Дровосєкова —  дружина Россомахіна
- Зінаїда Сорочинська —  мати Петі  (немає в титрах)
- Микола Годовиков —  епізод  (немає в титрах)
- Борис Смолкін —  епізод  (немає в титрах)

## Знімальна група
- Автор сценарію:  Олександр Володін
- Режисер-постановник:  Петро Тодоровський
- Оператор-постановник:  Ілля Міньковецький
- Художник-постановник:  Валентин Коновалов
- Композитор: Мойсей Вайнберг
- Режисер: З. Гензер
- Оператори:  Валерій Шувалов, Володимир Кудря, С. Кублановський
- Звукооператор: Володимир Курганський
- Костюми:  В'ячеслав Зайцев
- Асистенти художника: В. Кострін,  Аліна Буднікова
- Диригент:  Емін Хачатурян
- Монтажер: Е. Абдіркіна
- Художник по гриму: Е. Белянська
- Редактор: Л. Шмуглякова
- Директор картини: Б. Яковлєв